# Casa na Rua 25 de Abril, n.º 14
A Casa na Rua 25 de Abril, n.º 14 é um edifício histórico na vila de Alcantarilha, no Município de Silves, em Portugal. 

## Descrição e história
O edifício é limitado a Sul por outro imóvel, e nos restantes lados pelas Ruas 25 de Abril e de Traz, e pela Travessa do Forno.
A casa terá sido construída no século XIX, para servir como uma residência abastada. Ainda no mesmo século, poderá ter sido alvo de obras de reconstrução e expansão.